# Roque Olsen
Pour les articles homonymes, voir Olsen.
Roque Germán Olsen Fontana, né le 9 septembre 1925 à Sauce de Luna, dans le Département de Federal en Argentine, et mort le 15 juin 1992 à Séville en Espagne, est un joueur et entraîneur de football argentin.

## Biographie
Roque Olsen commence sa carrière de footballeur comme attaquant dans le championnat de sa province d'Entre Ríos, où il est né. Il est finalement remarqué par le Club Atlético Tigre où il signe en 1949. Ses performances sont suffisamment bonnes pour être transféré au Racing Club de Avellaneda, champion en titre, l'année suivante. Là-bas, après seulement quinze matchs de championnat, il se voit recruté par le Real Madrid, en Espagne, où il est bientôt rejoint par ses compatriotes Alfredo Di Stéfano et Héctor Rial. Il reste sept saisons dans le club de la capitale et inscrit 60 buts en 110 matchs de championnat. 
Handicapé par une blessure au genou, il joue moins à partir de 1954 et rejoint en 1957 le Córdoba CF en deuxième division, où il joue d'abord deux saisons puis y commence sa carrière d'entraîneur à partir de 1959. 
Entraîneur au fort tempérament, il mène son club à la première division en 1962 (une performance dont il va devenir le spécialiste), avant de commencer à partir de 1963 une carrière riche en rebondissements : Deportivo La Corogne, avec lequel il remporte le championnat de deuxième division  en 1963-1964 obtenant ainsi la remontée du club en première division, Real Saragosse (1964-1965) puis FC Barcelone l'année suivante. Il y entretient rapidement des relations difficiles avec les joueurs et obtient des résultats relativement décevants malgré la victoire en Coupe des villes de foires lors de sa première saison, le seul trophée de sa carrière d'entraîneur. Sa seconde saison vierge de trophée le pousse vers la sortie. 
En 1967 il retourne au Real Saragosse où il est remplacé en milieu de la deuxième saison, signe au Celta Vigo où il est remplacé après 23 journées lors de la saison 1969-1970, puis retourne une année au Deportivo La Corogne, qu'il fait de nouveau remonter dans l'élite en 1971. Il dirige l'Elche CF de 1972 à 1974, qu'il promeut et maintient en première division, Séville FC de 1974 à 1976, où il réalise la même performance, UD Las Palmas, qu'il mène à une remarquable quatrième place en 1976-1977.
Il retourne en 1977 à Elche, mais est remplacé après 25 journées alors que le club est en mauvaise posture. En janvier 1984, le club fait de nouveau appel à lui et termine la saison à la cinquième place de deuxième division synonyme de promotion en première division. Non reconduit, il dirige la saison suivante l'UD Las Palmas, avant de revenir sur le banc d'Elche à la suite de la relégation du club… jusqu'à mars 1986, où il est une nouvelle fois écarté.
Il réalise par la suite des intérims à Las Palmas en 1988, 1991 et 1992, et au Séville FC en 1988-1989. Il meurt en 1992 alors qu'il est encore en poste à Las Palmas.